# Porrhomma myops
Porrhomma myops är en spindelart som beskrevs av Simon 1884. Porrhomma myops ingår i släktet Porrhomma och familjen täckvävarspindlar. Inga underarter finns listade i Catalogue of Life.